# Prvenstvo Hrvatske u hokeju na travi za žene
Prvenstva Hrvatske u hokeju na travi za žene  se održavaju od sezone 1997./98. 

## Prvakinje i doprvakinje
| sezona      | prvakinje                   | doprvakinje                  |
| ----------- | --------------------------- | ---------------------------- |
| 1997./98.   | Zelina (Sveti Ivan Zelina)  |                              |
| 1998./99.   | Mladost (Zagreb)            |                              |
| 1999./2000. | Mladost (Zagreb)            |                              |
| 2000./01.   | Zrinjevac (Zagreb)          |                              |
| 2001./02.   | Zrinjevac (Zagreb)          |                              |
| 2002./03.   | Zrinjevac (Zagreb)          |                              |
| 2003./04.   | Zrinjevac-Cedevita (Zagreb) | Mladost (Zagreb)             |
| 2004./05.   | Zrinjevac (Zagreb)          | Baum                         |
| 2005./06.   | Zrinjevac (Zagreb)          | Infodata                     |
| 2006./07.   | Zrinjevac (Zagreb)          | Jedinstvo (Zagreb)           |
| 2007./08.   | Zrinjevac (Zagreb)          | Jedinstvo (Zagreb)           |
| 2008./09.   | Zrinjevac (Zagreb)          | Zrinjevac II (Zagreb)        |
| 2009./10.   | Zrinjevac (Zagreb)          | Viktoria (Sveti Ivan Zelina) |
| 2010./11.   | Zrinjevac (Zagreb)          | Zrinjevac II (Zagreb)        |
| 2011./12.   | Zrinjevac (Zagreb)          | Mladost (Zagreb)             |
| 2012./13.   | Zrinjevac (Zagreb)          | Mladost (Zagreb)             |
| 2013./14.   | Mladost (Zagreb)            | Zrinjevac (Zagreb)           |
| 2014./15.   | Mladost (Zagreb)            |                              |
| 2015./16.   | Mladost (Zagreb)            | Zrinjevac (Zagreb)           |
| 2016./17.   | Mladost (Zagreb)            | Zrinjevac (Zagreb)           |
| 2017./18.   | Mladost (Zagreb)            | Zelina (Sveti Ivan Zelina)   |
| 2018./19.   |                             |                              |
| 2019./20.   |                             |                              |
| 2020./21.   |                             |                              |
| 2021./22.   |                             |                              |

### Klubovi po uspješnosti
- 13 naslova
  - "Zrinjevac" - Zagreb
- 7 naslova 
  - "Mladost" - Zagreb
- 1 naslov 
  - "Zelina" - Sveti Ivan Zelina

## Unutrašnje poveznice
- Kup Hrvatske u hokeju na travi za žene
- Prvenstvo Hrvatske u dvoranskom hokeju za žene
- Prvenstva Hrvatske u hokeju na travi

## Vanjske poveznice
- hhs-chf.hr, Hrvatski hokejski savez
- hhs-chf.hr, Prvenstvo Hrvatske za seniore i seniorke